# Danyila Vjacseszlavovics Milohin
Danyila Vjacseszlavovics Milohin (cirill betűkkel: Дани́ла Вячесла́вович Мило́хин; Orenburg, 2001. december 6. –) orosz tiktoker, rapper, zenész és videóblogger. 2020 októberében az orosz Forbes a 6. helyre helyezte a legjobban fizetett tiktokerek listáján.

## Életrajz
2001. december 6-án született Orenburgban. Alkoholizmusban szenvedő apja és édesanyja elváltak, Danyila Milohin pedig háromévesen bátyjával együtt árvaházba került.